# Charmander
Charmander (japanski: ヒトカゲ Hitokage) jedan je od 1025 fiktivnih vrsta Pokémona iz medijske franšize Pokémon, skupa Pokémon videoigara, animiranih serija, manga stripova, knjiga, igraćih karata i drugih medija kojima je tvorac Satoshi Tajiri. Svrha je Charmandera u videoigrama, animiranoj seriji i manga stripovima, kao i svrha ostalih Pokémona, borba s divljim Pokémonima – neukroćenim stvorenjima koje igrači i likovi pronalaze dok kreću na razne avanture – i pripitomljenim Pokémonima drugih Pokémon trenera.

## Etimologijaimena
Ime "Charmander" kombinacija je engleskih riječi "char" = opeći, i "salamander" = daždevnjak; vodozemac obično povezan s vatrom. 
Njegovo japansko ime, Hitokage, doslovno znači vatra.

## Pokédex podaci
- Red/Blue: Pokémon koji prednost daje toplijim mjestima. Para se pruža iz vrha njegova repa kada kiši.
- Yellow: Plamen na vrhu njegova repa pucketa dok gori. Pojedinac ga može čuti samo u tihim mjestima.
- Stadium: Čak i novorođeni imaju goreće repove. Neupoznati s vatrom, govori se da se bebe slučajno opeku.
- Gold: Plamen na vrhu njegova repa pokazuje njegovu životnu snagu. Ako je Pokémon slab, i plamen slabije gori.
- Silver: Plamen na vrhu Charmanderova repa pokazuje njegovu životnu snagu. Ako je zdrav, plamen je intenzivniji.
- Crystal: Ako je zdrav, plamen na vrhu njegova repa gori postojano, čak i kada se smoči.
- Stadium 2: Snaga plamena na njegovu repu pokazuje njegovu životnu snagu. Ako je slab, vatra također gori slabije.
- Ruby/Sapphire: Plamen na vrhu njegova repa pokazatelj je njegovih osjećaja. Plamen treperi ako je Charmander zadovoljan ili se zabavlja. Ako postane bijesan, plamen divlje gori.
- Emerald: Plamen na vrhu njegova repa pokazatelj je njegovih osjećaja. Plamen treperi ako je Charmander sretan, i divljački gori ako je Charmander bijesan.
- FireRed: Od rođenja, na vrhu njegova repa nalazi se plamen. Ako se plamen ugasi, Pokémon ugiba.
- LeafGreen: Pokémon koji prednost daje toplijim mjestima. Para se pruža iz vrha njegova repa kada kiši.
- Diamond/Pearl: Plamen na vrhu njegova repa pokazatelj je njegova zdravlja. Ako je zdrav, plamen gori jače.
- Platinum: Plamen na vrhu njegova repa pokazatelj je njegova zdravlja. Ako je zdrav, plamen gori jače.
- HeartGold: Plamen na njegovu repu pokazuje njegovu životnu snagu. Ako je slab, vatra također gori slabije.
- SoulSilver: Plamen na njegovu repu naznačuje Charmanderovu životnu snagu. Ako je zdrav, plamen svijetlo gori.
- Black/White: Vatra na vrhu njegova repa je mjera njegova života. Ako je zdrav, vatra intenzivno gori.
- Black2/White2: Vatra na vrhu njegova repa je mjera njegova života. Ako je zdrav, vatra intenzivno gori.
- X: Plamen na njegovu repu pokazuje Charmanderovu životnu snagu. Ako je zdrav, vatra svijetlo gori.
- Y: Otkad se rodi, plamen gori na vrhu njegova repa. Njegov bi život završio da se plamen ugasi.
- Alpha Sapphire/Omega Ruby: Plamen na vrhu njegova repa pokazatelj je njegovih osjećaja. Plamen treperi ako je Charmander sretan, i divljački gori ako je Charmander bijesan.

## U videoigrama
U igrama Pokémon Red/Blue, Charmander je jedan od početnih Pokémona, tj. jedan od Pokémona s kojim igrač započinje igru. Poké lopta koja sadržava Charmandera (jedinog u ovoj igri) nalazi se u laboratoriju profesora Oaka u gradu Palletu. Ako igrač odabere Charmandera, njegov će protivnik odabrati Squirtlea. Charmander će biti na 5. razini, što je slučaj s gotovo svim početnim Pokémonima.
U igri Pokémon Yellow, Charmandera je moguće dobiti u gradu Ceruleanu. Na ruti 25, igrač će susresti trenera koji će se požaliti kako je loše trenirao svog Charmandera i ponudit će ga igraču. Ova je situacija vjerojatno inspirirana načinom na koji je Ash uhvatio svojeg Charmandera. U ovoj igri igrač može dobiti i druga dva početna Pokémona, Bulbasaura i Squirtlea, pričajući s likovima unutar igre. Charmander dobiven u gradu Ceruleanu bit će na 10. razini.
U igrama Pokémon FireRed/LeafGreen, Charmandera je moguće pronaći (kao u igrama Pokémon Red i Blue) unutar laboratorija profesora Oaka, kao jednog od ponuđenih početnih Pokémona.
Charmander je dostupan u igrama Pokémon Gold/Silver kroz korištenje Vremenske kapsule (potreban link).
U Pokémon HeartGold/SoulSilver igrač može, nakon što pobijedi Reda na Mt. Silver, od profesora Oaka dobiti jednog od početnih Pokémona iz Kanto regije, uključujući i Charmandera.
U Pokémon Diamond/Pearl i Pokémon Platinum, Charmander može biti nađen u Pal parku (potreban link) nakon što igrač dobije sve Pokémone dostupne u Sinnoh regiji.
U Pokémon X/Y, Charmander i ostala dva početna Pokémona Kanto regije opet su na raspolaganju. Igraču će odabir ponuditi profesor Sycamore nakon što ga igrač pobijedi u njegovu labaratoriju u Lumiose gradu.
U Pokémon Ultra Sun/Ultra Moon, moguće je naći divljeg Charmandera korištenjem Skena otoka.
U svim ostalim jezgrenim Pokémon igrama, tj. onima u kojima je cilj igre pobijediti ligu i postati šampion, Charmandera je moguće dobiti jedino razmjenom i na događajima.

## Tehnike
| Prirodne tehnike             | Prirodne tehnike | Prirodne tehnike |
| ---------------------------- | ---------------- | ---------------- |
| Tehnika                      | Vrsta tehnike    | Razina           |
| Grebanje (Scratch)           | Normalni         |                  |
| Režanje (Growl)              | Normalni         |                  |
| Žeravica (Ember)             | Vatreni          | 7                |
| Dimna zavjesa (Smokescreen)  | Normalni         | 10               |
| Zmajev bijes (Dragon Rage)   | Zmaj             | 16               |
| Strašno lice (Scary Face)    | Normalni         | 19               |
| Vatreni očnjak (Fire Fang)   | Vatreni          | 25               |
| Razrezivanje (Slash)         | Normalni         | 28               |
| Bacač plamena (Flamethrower) | Vatreni          | 34               |
| Vatreni vrtlog (Fire Spin)   | Vatreni          | 37               |

## Statistike
| HP:      | 39 |  |
| Attack:  | 52 |  |
| Defense: | 43 |  |
| Special: | 50 |  |
| SpAtk:   | 60 |  |
| SpDef:   | 50 |  |
| Speed:   | 65 |  |

Statistika Special korištena je samo tijekom prve generacije; kasnije je podijeljenja na Special Attack i Special Defense statistike.

## U animiranoj seriji
U Pokémon animiranoj seriji, Ash Ketchum i njegovi prijatelji naiđu na Charmandera koji čeka svoga trenera na stijeni. Charmander, nakon što saznaje da ga je trener napustio, odbija svog trenera i pridružuje se Ashovu timu. Ashov se Charmander kasnije razvio u Charmeleona tijekom borbe s vojskom Exeggutora, a zatim u Charizarda da bi se borio sa snažnim Aerodactylom.
Richie, Ashov prijatelj, također ima Charmandera imena Zippo, kojeg koristi u borbi protiv Asha u Indigo Pokémon ligi. Prije Richiejeva pojavljivanja u Orange epizodama, Zippo se razvio u Charmeleona.
Kao početni Pokémon, Charmandera se moglo vidjeti uz Squirtlea i Bulbasaura u epizodama koje prikazuju mlade Pokémon trenere koji tek započinju svoje avanture. Charmander je, zbog toga, imao manja pojavljivanja u Pokémon Kronikama i Advanced Generation epizodama.